# Sam Martin (cantante)
Sam Martin, all'anagrafe Samuel Denison Martin (New York, 7 febbraio 1983), è un cantante statunitense, originario di Lake Oswego, in Oregon.

## Biografia
Nato a New York, crebbe a Lake Oswego. Frequentò la Lakeridge High School e andò per due anni alla Berklee School of Music.
Ha collaborato con i Maroon 5 per "Daylight" e per "It Was Always You". Ha inoltre lavorato con David Guetta per i singoli Lovers on the Sun e Dangerous, con Guy Sebastian, Like a Drum, e con Ziggy Marley per il singolo Lighthouse.
Ha anche collaborato con i Maroon 5 per il loro album V.

## Discografia

### Collaborazioni
- All These Roads, Sultan & Ned Shepard ft Zella Day, Sam Martin (2013)
- Lovers on the Sun, David Guetta ft. Sam Martin (2014)
- Unbreakable, Dirty South ft. Sam Martin (2014)
- Dangerous, David Guetta ft. Sam Martin (2014)
- Naked, Robin Schulz ft. Sam Martin (2017)
- Leviathan, G-Eazy, Sam Martin (2017)
- Nothing scares me anymore, Steve Angello ft. Sam Martin (2018)
- Wild Wild Son, Armin van Buuren ft. Sam Martin (2018)
- Mask, Armin van Buuren ft. AVIRA, Sam Martin (2020)